# Viktor Kjäll
Viktor Kjäll (n. 13 iunie 1985, Västerås, Suedia) este un jucător de curl ce a reprezentat Suedia, medaliat olimpic. A participat la 2 ediții ale Jocurilor Olimpice (2010, 2014) în care a câștigat o medalie de bronz.